# Le Bon Fils (téléfilm)
Pour les articles homonymes, voir Le Bon Fils.
Pour plus de détails, voir Fiche technique et Distribution.
Le Bon Fils est un téléfilm français réalisé par Irène Jouannet diffusé en 2001.

## Synopsis
Luc, un adolescent remplace sa mère, prostituée, dans les tâches de la maison. Il s’occupe aussi avec tendresse de son demi-frère Paul de 6 ans. Il a évacué toute la dimension sexuelle de sa propre vie. Pendant l'été, tous les trois partent sur la côte Atlantique chez la grand-mère maternelle qui n'a vu aucun d'eux depuis une dizaine d'années.
Au cours de ces quelques jours de vacances, Luc rencontre un jeune marginal, Manuel et change.

## Fiche technique
- Titre : Le Bon Fils
- Réalisateur : Irène Jouannet
- Scénario : Stéphane Galas et  Irène Jouannet
- Chef opérateur : Dilip Varma
- Musique originale : Faton Cahen, éditions musicales K-LINE
- Producteurs délégués K-STAR : Dominique Janne et Marie-Astrid Lamboray
- Une coproduction : Arte France, France 3, K-STAR, RTBF, K2
- Pays :  France
- Langue : français
- Durée : 87 minutes
- Couleur

## Distribution
- Jérémie Lippmann : Luc
- Max Boublil : Manuel
- Marie Dubois : Mamie Michelle
- Marie-Laure Dougnac : Liliane
- Nicole Kaufman : Fauvette
- Claudine Baschet : La prostituée
- Josette Menard : Valérie
- Sullivan Sebag : Paul
- Thomas Cliquenois : le dragueur Bruno
- Amandine et Sarah Ickx : les jumelles

## Récompenses
- Grand prix du Festival de Luchon 2001[1]
- Prix du scénario de la fondation Lagardère 1998 pour l'auteur Stéphane Galas[2].